# Agrotis scapularis
Agrotis scapularis là một loài bướm đêm trong họ Noctuidae.